# Distrito de Moradabad
Moradabad (en hindi; मोरादाबाद ज़िला, urdu; مراد آباد ضلع) es un distrito de India en el estado de Uttar Pradesh. Código ISO: IN.UP.MO.
Comprende una superficie de 3 493 km².
El centro administrativo es la ciudad de Moradabad.

## Demografía
Según censo 2011 contaba con una población total de 4 773 138 habitantes.